# Otilia Ruicu-Eșanu
Otilia Silvia Ruicu-Eșanu, geborene Ruicu (* 20. August 1978 in Lugoj), ist eine ehemalige rumänische Leichtathletin, die sich auf den Sprint spezialisiert hat. Ihren größten Erfolg feierte sie mit dem Gewinn der Bronzemedaille mit der rumänischen 4-mal-400-Meter-Staffel bei den Halleneuropameisterschaften 2000.

## Sportliche Laufbahn
Erste internationale Erfahrungen sammelte Otilia Ruicu-Eșanu im Jahr 1996, als sie bei den Juniorenweltmeisterschaften in Sydney in 53,87 s den sechsten Platz im 400-Meter-Lauf belegte und mit der rumänischen 4-mal-400-Meter-Staffel in 3:32,16 min die Silbermedaille gewann. 1998 gewann sie bei den Balkanspielen in Belgrad in 54,03 s die Bronzemedaille über 400 Meter und anschließend gelangte sie bei den Europameisterschaften in Budapest bis ins Halbfinale und schied dort mit 53,17 s aus. Zudem belegte sie im Staffelbewerb in 3:27,24 min den vierten Platz. Im Jahr darauf wurde sie bei der Sommer-Universiade in Palma in 51,50 s Fünfte im Einzelbewerb und gelangte mit der Staffel mit 3:34,25 min auf Rang vier. Anschließend siegte sie in 51,93 s bei den U23-Europameisterschaften in Göteborg und gewann dort zudem in 3:31,71 min die Bronzemedaille mit der Staffel hinter den Teams aus Russland und Deutschland. Daraufhin erreichte sie bei den Weltmeisterschaften in Sevilla das Viertelfinale, in dem sie mit 51,86 s ausschied. 2000 gewann sie bei den Balkan-Hallenmeisterschaften in Piräus mit 53,66 s die Silbermedaille über 400 Meter und anschließend schied sie bei den Halleneuropameisterschaften in Gent mit 53,44 s im Semifinale aus und gewann mit der Staffel in 3:36,28 min gemeinsam mit Georgeta Petrea-Lazăr, Anca Safta und Alina Rîpanu die Bronzemedaille hinter den Teams aus Russland und Italien. Anfang Juli siegte sie in 52,26 s bei den Balkanspielen in Kavala und nahm daraufhin an den Olympischen Sommerspielen in Sydney teil und schied dort mit 52,28 s im Viertelfinale aus.
2001 belegte sie bei den Spielen der Frankophonie in Ottawa in 51,68 s den vierten Platz über 400 Meter und kurz darauf kam sie bei den Weltmeisterschaften im kanadischen Edmonton mit 52,33 s nicht über die erste Runde hinaus. Daraufhin gewann sie bei der Sommer-Universiade in Peking in 51,82 s die Silbermedaille hinter der US-Amerikanerin Demetria Washington. Im Jahr darauf startete sie bei den Europameisterschaften in München und schied dort mit 53,35 s im Vorlauf aus. Im August 2004 bestritt sie in Bukarest ihren letzten offiziellen Wettkampf und beendete daraufhin ihre aktive sportliche Karriere im Alter von 25 Jahren.
In den Jahren von 1998 bis 2002 wurde Ruicu-Eșanu jedes Jahr rumänische Meisterin im 400-Meter-Lauf.

## Persönliche Bestleistungen
- 400 Meter: 51,47 s, 30. Juni 2001 in Funchal
  - 400 Meter (Halle): 53,40 s, 25. Februar 2000 in Gent
- 800 Meter: 2:02,58 min, 6. Juli 2002 in Barletta